# Lawrence Biedenharn
Lawrence Christian Biedenharn (* 18. November 1922 in Vicksburg, Mississippi; † 12. Februar 1996 in Austin, Texas) war ein US-amerikanischer theoretischer Kernphysiker und mathematischer Physiker.
Biedenharn studierte am Massachusetts Institute of Technology (MIT), unterbrochen vom Wehrdienst 1942 bis 1946 als Leutnant beim Signal Corps im Pazifik-Kriegsschauplatz, wobei er 1946 ein Jahr in Tokio stationiert war. Nachdem er am MIT seinen Bachelor-Abschluss in absentia erhalten hatte, ging er nach dem Krieg zurück ans MIT, wo er 1950 bei Victor Weisskopf promoviert wurde und auch mit dem Kernphysiker John Blatt zusammenarbeitete. Danach war er am Oak Ridge National Laboratory, wurde Assistant Professor an der Yale University und Associate Professor an der Rice University. Ab 1961 war er Professor an der Duke University, wo er 1987 James B. Duke Professor wurde und 1992 emeritierte. Er blieb in der Lehre aktiv und wurde Adjunct Professor an der University of Texas at Austin. 1996 starb er in Austin an Nierenkrebs.
Er ist bekannt für seine Beiträge zur Quantentheorie des Drehimpulses speziell in Kernreaktionen und Coulombanregungen von Kernen (Anregung von Kernen über die Streuung geladener Teilchen und deren Coulomb-Wechselwirkung mit dem Kern). Später befasste er sich auch mit Darstellungen von Quantengruppen. Von 1985 bis 1993 war er Herausgeber des Journal of Mathematical Physics.
1958 war er Fulbright Fellow und Guggenheim Fellow, er erhielt den Jesse W. Beams Award und zweimal den Humboldt-Forschungspreis (1976, 1987). 1960 wurde er Fellow der American Physical Society.
Er war seit 1950 mit der Juristin Sarah Willingham verheiratet und hatte zwei Kinder.

## Schriften
- mit Blatt Angular distribution of scattering and reaction cross sections, Rev. Mod. Phys., Band 24, 1952, S. 258–272
- mit Blatt, M. E. Rose Some properties of Racah and associated coefficients, Rev. Mod. Phys., Band 24, 1952, S. 249–257
- mit Rose Theory of angular correlation of nuclear radiation, Rev. Mod. Phys., Band 25, 1953, S. 729
- mit Pierre Brussaard Coulomb Excitations, Oxford University Press 1965
- mit J. D. Louck Angular Momentum in Quantum Physics, Addison-Wesley 1981
- mit J. D. Louck Racah-Wigner Algebra in Quantum Theory, Addison-Wesley 1981
- mit Max Lohe Quantum Group Symmetry and q-Tensor algebras, World Scientific 1995
- mit H. van Dam Selected papers on the quantum theory of angular momentum, Academic Press 1965